# Hakeem Jeffries
Hakeem Sekou Jeffries (/ˌhɑːˈkiːm/; Brooklyn, 1970. augusztus 4. –) amerikai politikus és jogász, aki New York 8. kongresszusi kerületének képviselője az Egyesült Államok Képviselőházában 2013 óta és a Demokrata Párt kisebbségi frakcióvezetője a Képviselőházban. Kerülete Brooklyn keleti és Queens délnyugati részét fedi le. Megválasztása előtt jogászként dolgozott, a Paul, Weiss, Rifkind, Wharton & Garrisonnál, a Viacomnál és a CBS-nél, mielőtt 2007 és 2012 között a New York állami gyűlés tagja lett volna, az 57. kerületből. 2019 óta a képviselőház Demokrata Párt frakcióelnöke volt, Nancy Pelosi házelnöksége alatt. Az első afroamerikai frakcióvezető a Képviselőház történetében, a demokraták jelöltje volt a 2023-as házelnöki választáson.

## Választási eredmények

### Előválasztások
2008-ban és 2010-ben sem indult ellene senki a demokrata előválasztáson az állami gyűlési posztra.
| Párt     | Jelölt          | Szavazatszám | %      |
| -------- | --------------- | ------------ | ------ |
|          | Hakeem Jeffries | 25 712       | 71,9%  |
|          | Charles Barron  | 10 063       | 28,1%  |
| Összesen | Összesen        | 35 775       | 35 775 |

2014 és 2020 között nem tartottak előválasztást New York 8. kerületében.
| Párt           | Jelölt                       | Szavazatszám | %      |
| -------------- | ---------------------------- | ------------ | ------ |
|                | Hakeem Jeffries (hivatalban) | 19 222       | 86,9%  |
|                | Queen Johnson                | 2 774        | 27,5%  |
| Egyéb jelöltek | Egyéb jelöltek               | 116          | 0,5%   |
| Összesen       | Összesen                     | 22 112       | 22 112 |

### Állami választások
| Párt     | Jelölt                       | Szavazatszám | %      |
| -------- | ---------------------------- | ------------ | ------ |
|          | Hakeem Jeffries (hivatalban) | 39 992       | 98,0%  |
|          | Charles Brickous             | 801          | 2,0%   |
| Összesen | Összesen                     | 40 793       | 40 793 |

| Párt     | Jelölt                       | Szavazatszám | %      |
| -------- | ---------------------------- | ------------ | ------ |
|          | Hakeem Jeffries (hivatalban) | 25 899       | 97,5%  |
|          | Francis Voyticky             | 652          | 2,5%   |
| Összesen | Összesen                     | 26 551       | 26 551 |

### Szövetségi választások
| Párt           | Jelölt          | Szavazatszám | %       |
| -------------- | --------------- | ------------ | ------- |
|                | Hakeem Jeffries | 184 039      | 90,1%   |
|                | Alan Bellone    | 17 650       | 8,6%    |
|                | Colin Beavan    | 2 441        | 1,2%    |
| Egyéb jelöltek | Egyéb jelöltek  | 77           | 0%      |
| Összesen       | Összesen        | 204 207      | 204 207 |

| Párt           | Jelölt                       | Szavazatszám | %       |
| -------------- | ---------------------------- | ------------ | ------- |
|                | Hakeem Jeffries (hivatalban) | 77 255       | 92,0%   |
|                | Alan Bellone                 | 6 673        | 7,9%    |
| Egyéb jelöltek | Egyéb jelöltek               | 71           | 0,1%    |
| Összesen       | Összesen                     | 229 996      | 229 996 |

| Párt     | Jelölt                       | Szavazatszám | %       |
| -------- | ---------------------------- | ------------ | ------- |
|          | Hakeem Jeffries (hivatalban) | 214 595      | 93,3%   |
|          | Daniel Cavanagh              | 15 401       | 6,7%    |
| Összesen | Összesen                     | 229 996      | 229 996 |

| Párt     | Jelölt                       | Szavazatszám | %       |
| -------- | ---------------------------- | ------------ | ------- |
|          | Hakeem Jeffries (hivatalban) | 180 376      | 94,2%   |
|          | Ernest Johnson               | 9 997        | 5,2%    |
|          | Jessica White                | 1 031        | 0,5%    |
| Összesen | Összesen                     | 191 404      | 191 404 |

| Párt           | Jelölt                       | Szavazatszám | %       |
| -------------- | ---------------------------- | ------------ | ------- |
|                | Hakeem Jeffries (hivatalban) | 234 933      | 84,8%   |
|                | Garfield Wallace             | 42 007       | 15,2%   |
| Egyéb jelöltek | Egyéb jelöltek               | 229          | 0,1%    |
| Összesen       | Összesen                     | 277 169      | 277 169 |

| Párt           | Jelölt                       | Szavazatszám | %       |
| -------------- | ---------------------------- | ------------ | ------- |
|                | Hakeem Jeffries (hivatalban) | 93 295       | 72,3%   |
|                | Yuri Dashevsky               | 35 486       | 27,5%   |
| Egyéb jelöltek | Egyéb jelöltek               | 173          | 0,1%    |
| Összesen       | Összesen                     | 128 954      | 128 954 |

## Magánélet
Jeffries házastársa Kennisandra Arciniegas-Jeffries. Két fiuk van és Prospect Heights-ban élnek.
Öccse, Hasan Kwame Jeffries az Ohiói Állami Egyetemen professzorként tanít. Leonard Jeffries unokaöccse, aki korábban a New York Városi Főiskolán tanított.